# Rüsselsheim am Main
Rüsselsheim am Main è una città tedesca di 67 277 abitanti, situata nel land dell'Assia. È famosa perché vi ha sede la casa automobilistica Opel e si trova il centro di ricerche e sviluppo europeo del gruppo automobilistico Hyundai-Kia.
Rüsselsheim possiede lo status di "Città con status speciale" (Sonderstatusstadt).